# Arca tetragona
Arca tetragona är en musselart som beskrevs av Giuseppe Saverio Poli 1795. Arca tetragona ingår i släktet Arca och familjen Arcidae. Enligt den svenska rödlistan är arten otillräckligt studerad i Sverige. Arten förekommer i Götaland. Artens livsmiljö är havet. Inga underarter finns listade i Catalogue of Life.

## Bildgalleri

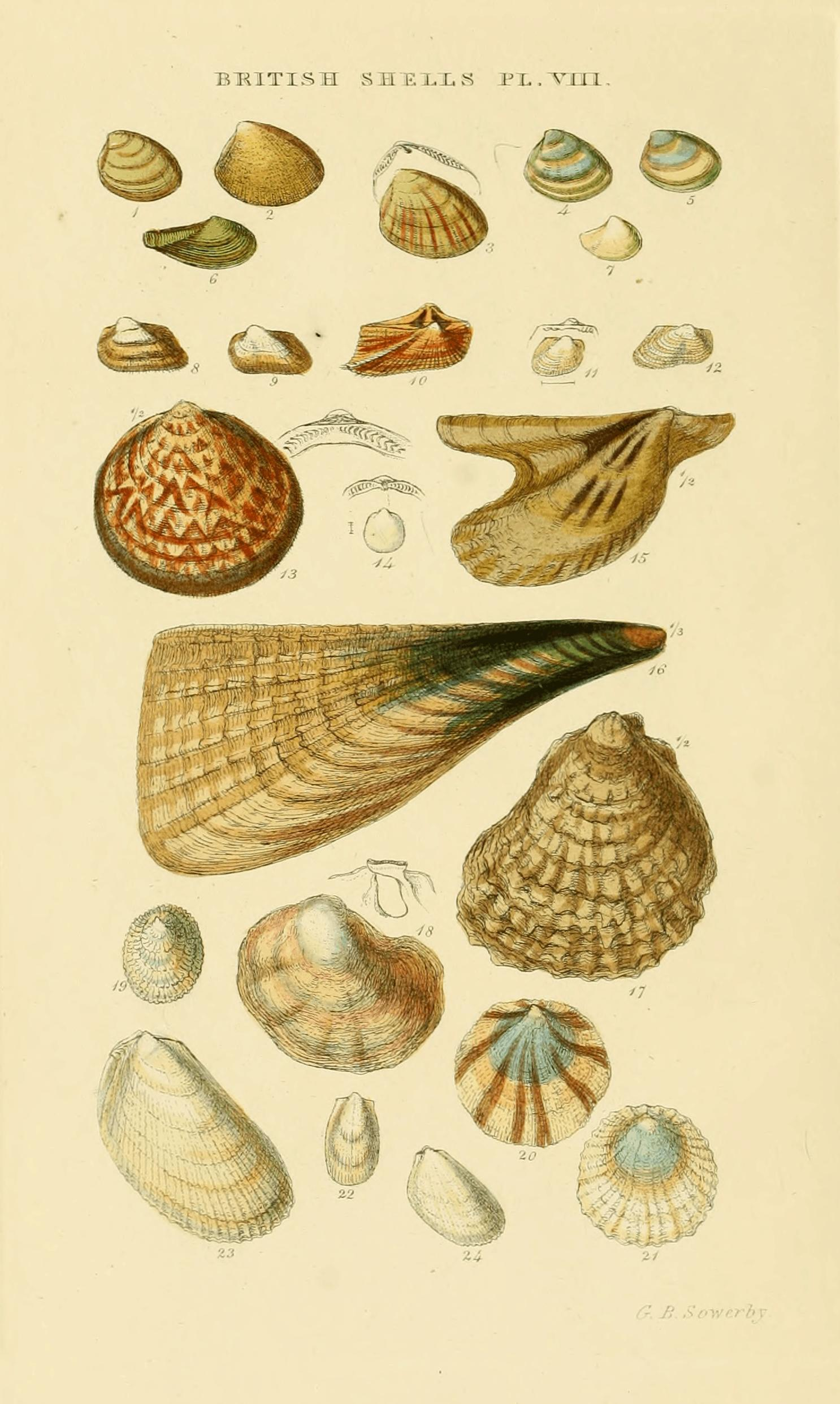
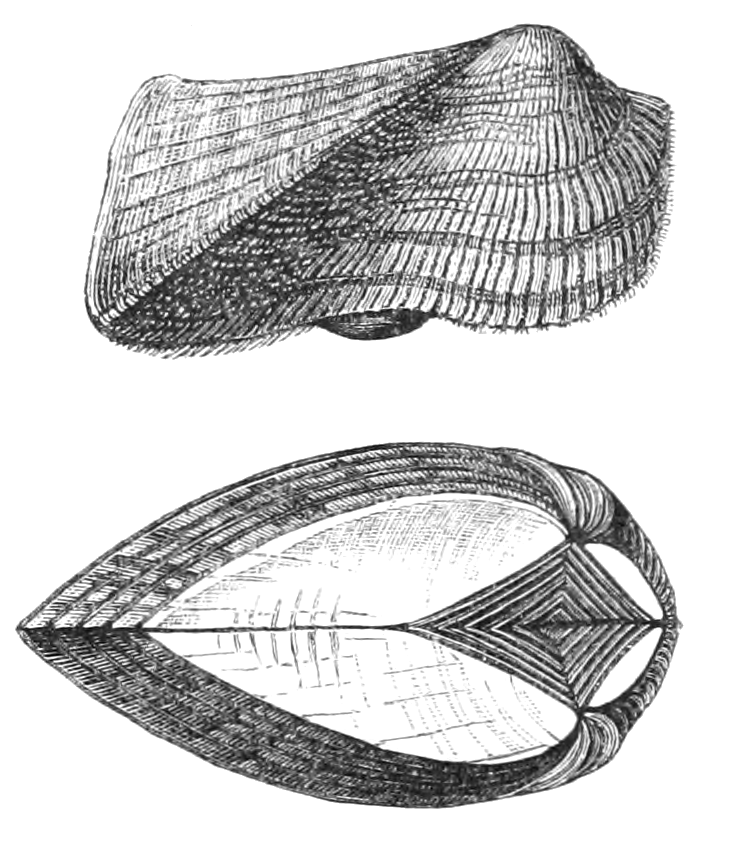